# Glochidion monostylum
Glochidion monostylum är en emblikaväxtart som beskrevs av Airy Shaw. Glochidion monostylum ingår i släktet Glochidion och familjen emblikaväxter. Inga underarter finns listade i Catalogue of Life.